# Mihail Ghermănescu
Mihail Ghermănescu (n. 1899 la București - d. 1962 la București) a fost un matematician român cu contribuții în analiza matematică, teoria numerelor, algebră, mecanică generală și balistică.

## Viața
Mihail Ghermănescu s-a născut în București în anul 1899. Familia sa era una modestă: ambii părinți erau profesori de educație muzicală. Pasiunea lui Ghermănescu pentru matematică s-a manifestat încă din primii ani de școală. Pe lângă pasiunea față de matematică, acesta a demonstrat că îi place foarte mult sportul și încă din primii ani de viață se observa că are o alură de sportiv.
Școala primară a făcut-o în perioada 1906-1910 la o școală unde se vorbea limba germană din București. Primele trei clase de liceu le-a făcut la liceul "Matei Basarab" din București, și apoi a studiat la liceul militar "Mănăstirea Dealu" de lângă Târgoviște. Ghermănescu fiind în clasa a V-a, a auzit despre revista Gazeta Matematică de la profesorul de matematică de la "Mănăstirea Dealu", deși nu prezenta nicio aptitudine pentru matematică, s-a abonat la gazetă și a devenit corespondent care rezolva și realiza probleme începând din anul 1914. La unele probleme avea nevoie de cunoștințe superioare, și a ajuns să studieze toată matematica predată în liceul cu profil real. A ajuns ca în 1916, când a terminat clasa a VI-a să cunoască  nu numai materia clasei în care era ci și materia întregului liceu real. În anul 1916 a început să studieze și calculul integral, care era considerată materie de universitate.
În 1919 se înscrie la Facultatea de Științe din București, secția matematică, și aici obține licența în octombrie 1921. Doctoratul îl trece la Universitatea din Cluj pe 13 mai 1933, în fața unei comisii compuse din Dimitrie Pompeiu, Theodor Angheluță și Simion Stoilow.
A murit în urma unui atac de cord.

## Viața de pedagog
A fost ales profesor la liceele din București: Cantemir Vodă, Șincai, Spiru Haret, Gheorghe Lazăr. A fost profesor și la școala de ofițeri din București în perioada 1928-1936. Mihail Ghermănescu a fost un foarte bun profesor și era iubit de elevii săi. Ținea conferințe cu caracter social și științific.

## Activitate științifică
În privința activității științifice, Mihail Ghermănescu a abordat cu  o mare ușurință  domeniul analizei matematice, dar și cel al altor discipline de matematică pure sau aplicate. Are publicații și în domeniul algebrei (teoria ecuațiilor), al teoriei numerelor (ecuații diofantice), geometrie, mecanică generală și balistică.
A fost primul matematician român care s-a ocupat de noțiunea derivatei areolare, care l-a condus la integrarea unor sisteme de ecuații cu derivate parțiale.
Astfel a introdus noțiunea de derivată parțială și totală areolară.
A demonstrat unele proprietăți ale ecuației lui Riccati. A studiat ecuația lui Pierre Humbert, ecuația lui Laplace, a lui Weyl, a lui Fredholm, ecuația de tip Volterra.
A stabilit proprietăți geometrice remarcabile pentru ecuațiile funcționale. A determinat funcțiile omografice. A studiat lanțurile Markov și aplicațiile acestora. În domeniul ecuațiilor cu diferențe finite, a dus mai departe lucrările lui S. Pincherle, R. D. Carmichael, S. Bochner. A scris lucrări importante în domeniul seriilor trigonometrice.
Ghermănescu a publicat peste 200 de memorii și articole de matematică pure și aplicate.

### Șirul lui Ghermănescu
Fie   {\displaystyle G_{n}={\frac {(n+2)^{n+1}}{(n+1)^{n}}}-{\frac {(n+1)^{n}}{(n)^{n-1}}}}  ,  (n ≥2) 
Șirul   {\displaystyle G_{n}}  se poate scrie : 
{\displaystyle G_{n}=(n+1)e_{n+1}-ne_{n}}
unde  {\displaystyle e_{n}=\left(1+{\frac {1}{n}}\right)^{n}}.cu {\displaystyle \lim _{n\to \infty }\left(1+{\frac {1}{n}}\right)^{n}=e}
Atunci șirul  {\displaystyle G_{n}}  este convergent și are limita   {\displaystyle \lim _{n\to \infty }G_{n}=\lim _{n\to \infty }e_{n}=e}

## Scrieri
- 1960: Ecuații funcționale;
- 1961: Ecuațiile fizicii matematice.

În lucrările sale sunt menționate și analizate unele descoperiri din lucrările matematicienilor: Laplace, Weyl, Bessel, Poisson, Fredholm, Picard, Borel, Pompeiu, Volterra, Markov, Dirichlet, Weierstrass, Riccati, Euler și alții.